# A.M. Wamberg
Arne Magnus Wamberg (22. marts 1910 i Helsingør – 8. oktober 1996) var en dansk amtmand over Vejle Amt fra 1951 til 1980.
Wamber er søn af viceskoleinspektør K. Wamberg (død 1955) og hustru lærerinde Lydia f. Hansen (død 1954). Han blev student i Helsingør 1927, cand.jur. 1933, sagførerfuldmægtig samme år, fungerende sekretær under Københavns Magistrat 1934; sekretær i Indenrigsministeriet samme år. fuldmægtig 1942, ekspeditionssekretær i Statens Bygningsdirektorat 1946, fungerende kontorchef samme år, kontorchef i Ministeriet for byggeri og boligvæsen 1948, i Arbejds- og Boligministeriet 1949, i Indenrigs- og boligministeriet 1950, amtmand over Vejle Amt 1951-80.
Tidligere havde han været kontorchef i Indenrigsministeriet. I 1960'erne blev han den første bestyrelsesformand for Billund Lufthavn, men det blev som formand for Kontroludvalget vedrørende Politiets Efterretningstjeneste, at han blev kendt i eftertiden. Udvalget er nemlig siden ofte benævnt Wamberg-udvalget. I 1978 fik udvalget desuden til opgave at føre kontrol med Forsvarets Efterretningstjeneste. Wamberg var formand frem til 1981. 
Sekretær for Fællesorganisationen af Landkommuner med bymæssig Bebyggelse 1943-51; fg. formand for erhvervsskat-teudvalget 1948-51; formand for bestyrelserne for Den Kellerske åndssvageanstalt og for åndssvageanstalterne i Ribe og ved Vodskov 1951-59; 1964-67 formand for Vejle Byes og Amts Sparekasse, 1967-73 formand for tilsynsrådet for Sparekassen Vejle, fra 1973 formand for lokalrådet for Sparekassen Sydjylland, Vejle samt medl. af Sparekassen Sydjyllands tilsynsråd; formand for byudviklingsudvalget for Koldingegnen fra 1957, for Fredericiaegnen fra 1962, for Vejleegnen fra 1967 og for Horsensegnen fra 1970, for regionplanudvalget for Fredericia-Kolding-Vejle området 1962-70, for Jydsk Byplanråd 1959-66, for åndssvageforsorgens centralnævn 1959-73, for fredningsplanudvalget for Vejle og Skanderborg amter fra 1963 og for bestyrelsen for Billund lufthavn fra 1967.
Han er Kommandør af 1. grad af Dannebrogordenen.
Gift 27. august 1935 med Evelyn Ester Margrethe W., f. 10. januar 1916 i København, datter af laborant Carl Johannes Jørgensen (død 1955) og hustru Elvira Trein f. Jespersen (død 1943).